# Atalia (Racine)
Atalia (in lingua francese Athalie) è l'ultima tragedia di Jean Racine. Di argomento biblico e ambientata nel regno di Giuda, fu rappresentata per la prima volta nel 1691.

## Trama

### Atto I
Atalia (Athalie) è la madre del re d'Israele Ocozia (Ochosias) e vorrebbe regnare al posto del figlio: la sua smania di potere la spinge a far sterminare la discendenza e ad istituire un nuovo culto per il dio Baal. Iosabetta (Josabet) è riuscita a salvare uno dei figli del re, Ioas (Joas), e l'ha nascosto nel tempio, dove il marito e sommo sacerdote di Yahweh, Ioad (Joad), lo ha cresciuto in conformità alle leggi divine, allevandolo con il nome segreto di Eliacino (Eliacin). Il fanciullo è il legittimo re di Giuda, successore di Davide, deputato a liberare il suo popolo dall'idolatria. La sua identità è però nota ai soli Ioad e Iosabetta. Al termine dell'atto il coro canta la grandezza di Dio.

### Atto II
Durante le prime ore della mattina la regina irrompe nel tempio, venendo aspramente rimproverata da Ioad per il gesto sacrilego; vede al suo fianco Eliacino e resta turbata. Durante la notte ha infatti avuto un sogno premonitore in cui le è apparso un fanciullo che con una spada la traffigeva: il fanciullo aveva proprio il volto di Eliacino. Il suo consigliere Matano (Mathan), ministro di Baal, le intima di ucciderlo ma lei vuole prima interrogare il ragazzo che risponde in modo illuminato, aumentando così i turbamenti di Atalia. Il sacerdote intanto ascolta in segreto il colloquio. Il coro celebra la grandezza misteriosa del fanciullo.

### Atto III
Matano si reca al tempio per rendere noti gli ordini della regina; con Nabal si lamenta dei rimorsi e delle incertezze che l'hanno colta negli ultimi giorni, ma ora si rallegra che voglia farsi consegnare il bambino in cambio della pace. Matano espone a Iosabetta il volere di Atalia, e dopo una breve resistenza sopraggiunge Ioad a scacciarlo dal luogo sacro. La donna, molto intimorita, confida al marito quanto le è stato detto e vorrebbe portare Ioas al sicuro presso Iehu, ma il sommo sacerdote si oppone, fermo nel proposito di rivelare la vera identità di Eliacino. Il fanciullo con voce profetica annuncia la grandezza della chiesa futura. Il coro canta la speranza per l'avvenire.

### Atto IV
Ioad comunica al fanciullo ogni cosa sulla sua reale identità e sul piano divino di cui è stato investito; pieno di fervore religioso, Ioas accoglie con stupore e fermezza la rivelazione. Il sommo sacerdote fa introdurre poi Azaria, Ismaele e tre leviti, cui svela la verità. Li incita, in nome del loro Dio, a prendere le armi contro Atalia e a restaurare con la forza i legittimi diritti dei figli di Davide, rovesciando l'usurpatore. La regina intanto fa circondare il tempio dai soldati. Il coro canta lo spavento dei fedeli a Yahweh.

### Atto V
Abnero, già messo in carcere, è stato liberato dalla regina per proporre a Ioad un patto: egli, la sua gente e il tempio saranno risparmiati se verranno consegnati il bambino e il tesoro di Davide. Abnero, all'oscuro della reale identità di Ioas, consiglia di accettare, ma Joad sente ormai che Dio è dalla sua parte. Così, il sommo sacerdote finge di accettare, e fa introdurre Atalia nel tempio. Nel frattempo ha disposto leviti e sacerdoti attorno alla struttura e posto in trono il fanciullo, coperto da un velo. Atalia entra e si vede d'improvviso circondata. Le viene mostrato Ioas e apprende chi sia; ammette di aver provato pietà per il bambino, ma adesso, ormai senza scampo - fuori dal tempio i suoi soldati sono stati messi in fuga e il legittimo re rivelato al popolo -, gli augura di profanare le leggi divine.
Atalia viene portata fuori e uccisa; Ioad avverte il re di non dimenticare « che là su nel Cielo / un Giudice i Monarchi, gl'Innocenti / hanno un Vendicator, gli Orfani un Padre ».

## Storia dell'opera
Al principio del 1689 Esther, la prima tragedia "biblica" di Racine, aveva riscosso un grande successo a Saint-Cyr. Luigi XIV commissionò subito una nuova opera al poeta di La Ferté-Milon; una missiva di Madame de Sévigné indirizzata a sua figlia il 28 febbraio segnala che « Racine lavorerà a un'altra tragedia ». Si pensava che la tragedia sarebbe stata rappresentata nella stagione invernale successiva, ma la genesi di Atalia si prolungò più del previsto, tanto che solo nel luglio del 1690 ebbe luogo la prima ripetizione generale. Infine, il 5 gennaio del 1691, il re presenziò a Saint-Cyr alla rappresentazione della pièce. Non era una vera e propria prima; la cornice scenica e i costumi furono spartani, come nelle successive messe in scena dell'8 e 22 febbraio, anche se ciò non impedì ad Atalia di riscuotere il favore dell'esiguo pubblico.
Racine diede alle stampe il testo in marzo, e l'anno successivo se ne ebbe una riedizione. Atalia non godette però del suffragio popolare - alcuni componimenti satirici del tempo lo dimostrano -, tanto che gli anni successivi stentarono a vederla sulle scene, finché nel 1702 fu rappresentata durante il carnevale dalla corte, con il patrocinio della duchessa di Borgogna e del duca di Orléans. Nel 1716 arrivò alla Comédie-Française secondo il volere del duca di Orléans, allora reggente per conto del sovrano Luigi XV, ancora bambino.
La musica, come nel caso di Esther, fu composta da Jean-Baptiste Moreau, ma questi non era presente agli spettacoli di Saint-Cyr. Inoltre, alla Comédie-Française, i cori vennero eliminati. Solo nel 1770, a Versailles, furono ripristinati, ma assieme a brani provenienti da altre opere. Non risulta siano più stati messi in scena.
A fine Seicento, le edizioni della tragedia ricevettero una critica positiva negli ambienti giansenisti di Port-Royal, secondo cui il parallelo tra il popolo ebreo perseguitato e i portorealisti era scoperto ed evidente.

## Fonti dell'opera
Athalie attinge prevalentemente alla Sacra Scrittura; la storia di Joas e Atalia viene narrata nell'undicesimo capitolo del Quarto libro dei Re (poi incluso nel Secondo libro dei Re) e nei capitoli XXII (9-12) e XXIII (1-21) del Secondo libro delle Cronache. All'ispirazione direttamente biblica si affiancano opere successive come le Antichità giudaiche di Giuseppe Flavio e la Storia sacra di Sulpicio Severo, ma non mancano spunti euripidei, con riferimento allo Ione.

## Critica
Si ritiene Athalie come un elemento di rinnovamento. Nelle tragedie classiche domina il fato, con Atalia si passa dalla passione laico/profana a quella cristiano/religiosa. La passione è sempre fatale ma cambia l'universo drammatico: in quello pagano non esiste infatti il problema del peccato e della penitenza contro il divino ma solo contro l'umano. Racine riesce, pur mantenendo intatte le caratterizzazioni drammatiche del teatro antico, a trasporle nel mondo biblico.